# Jacqueline Mars
Jacqueline Mars (n. 10 octombrie 1939, SUA) este o investitoare și americană.
Este nepoata omului de afaceri Franklin Clarence Mars⁠(d), fondatorul companiei Mars Incorporated.
Conform Bloomberg Billionaires Index⁠(d), în 2023 avea o avere cotată la 46,6 miliarde de dolari, fiind cotată pe locul al 23-lea din lume ca bogăție.